# Triepeolus kathrynae
Triepeolus kathrynae är en biart som beskrevs av Rozen 1989. Triepeolus kathrynae ingår i släktet Triepeolus och familjen långtungebin. Inga underarter finns listade i Catalogue of Life.